# Куршавский сельсовет
Курша́вский сельсове́т — упразднённое сельское поселение в составе Андроповского района Ставропольского края Российской Федерации.
Административный центр — село Куршава.

## История
Куршавский сельсовет Курсавского района образован 21 апреля 1924 года.
К 1925 году в состав Куршавского сельсовета входили: село Куршавское; хутора Барановский, Весёлый, Кунаковский, Лиманский и Орловский.
По состоянию на 1 октября 1926 года Куршавский сельсовет включал в себя село Куршавское, хутора Барановский, Весёлый, Кунаковский, Орловский и Широкий.
В 1935 году сельсовет перешёл в подчинение Нагутского района, образованного на основании постановления ВЦИК от 23 января 1935 года.
К 1939 году в составе сельсовета находились: село Куршава; хутора Барановский, Весёлый, Ильинский, Кунаковский и Широкий; разъезд Крымгиреевский.
На 1 мая 1953 года в состав Куршавского сельсовета входили хутора Веселый, Ильинский, Кунаковский, село Куршава, разъезд Крымгиреевский. Указом Президиума Верховного Совета РСФСР от 20 августа 1953 года, Нагутский район упразднен и Куршавский сельсовет перешёл со всеми населёнными пунктами в подчинение Курсавского района.
После того, как в соответствии с Указом Президиума Верховного Совета РСФСР от 20 августа 1953 года Нагутский район был упразднен, Куршавский сельсовет перешёл в подчинение Курсавского района.
Решением крайисполкома от 21 июня 1960 года Куршавский сельсовет был упразднён, а его территория передана Солуно-Дмитриевскому сельсовету Курсавского района.
С 1963 по 1971 в составе Минераловодского района.
С 1971 года в составе Курсавского района.
На основании Решения райсовета от 6 апреля 1973 года вновь образован Куршавский сельсовет (полное название — Куршавский сельский Совет депутатов трудящихся).
В 1977 году Куршавский сельский Совет депутатов переименован в Куршавский сельский Совет народных депутатов.
В 1984 году Постановлением ЦК КПСС, Президиума Верховного Совет ССР и Совета Министров СССР от 23 февраля 1984 года № 204 «Об увековечении памяти Юрия Владимировича Андропова» Курсавский район переименован в Андроповский район, а Куршавский сельский Совет народных депутатов перешёл в подчинение Андроповского исполнительного комитета народных депутатов.
Статус и границы сельского поселения установлены Законом Ставропольского края от 4 октября 2004 год № 88-КЗ «О наделении муниципальных образований Ставропольского края статусом городского, сельского поселения, городского округа, муниципального района».
С 16 марта 2020 года, в соответствии с Законом Ставропольского края от 31 января 2020 г. № 2-кз, все муниципальные образования Андроповского муниципального района были преобразованы путём их объединения в единое муниципальное образование Андроповский муниципальный округ.

## Население
| 1989  | 2002  | 2010  | 2011  | 2012  | 2013  | 2014  |
| ----- | ----- | ----- | ----- | ----- | ----- | ----- |
| 1754  | ↗1895 | ↘1750 | ↘1749 | ↗1750 | ↘1740 | ↗1752 |
| 2015  | 2016  | 2017  | 2018  | 2019  | 2020  |       |
| ↘1734 | ↗1766 | ↗1779 | ↘1741 | ↗1764 | ↗1785 |       |

### Национальный состав
По итогам переписи населения 2010 года проживали следующие национальности (национальности менее 1 %, см. в сноске к строке «Другие»):
| Национальность | Численность | Процент |
| -------------- | ----------- | ------- |
| Русские        | 1106        | 63,20   |
| Даргинцы       | 228         | 13,03   |
| Армяне         | 97          | 5,54    |
| Чеченцы        | 62          | 3,54    |
| Абазины        | 56          | 3,20    |
| Карачаевцы     | 42          | 2,40    |
| Азербайджанцы  | 30          | 1,71    |
| Аварцы         | 22          | 1,26    |
| Кабардинцы     | 18          | 1,03    |
| Другие         | 89          | 5,09    |
| Итого          | 1750        | 100,00  |

## Состав сельского поселения
В состав Куршавского сельсовета входят:
| № | Населённый пункт | Тип населённого пункта       | Население |
| - | ---------------- | ---------------------------- | --------- |
| 1 | Верхний Калаус   | хутор                        | ↘100      |
| 2 | Весёлый          | хутор                        | ↘1        |
| 3 | Куршава          | село, административный центр | ↘1434     |

## Местное самоуправление
Главы муниципального образования
- 2011—2015 — Гулый Александр Васильевич[23]
- с 8 февраля 2015 года — Стеклянников Андрей Леонидович[24][25]